# Jano Coronel
Jano Coronel (Castelli, provincia de Buenos Aires, 5 de febrero de 2004) es un futbolista argentino. Juega de delantero y su equipo actual es Quilmes, de la Primera Nacional.

## Carrera

### Inicios
Coronel surgió en Independiente de Castelli, equipo de su ciudad natal. Luego, siguió desarrollando su carrera juvenil en las inferiores de Estudiantes de La Plata y, en 2024, fue fichado por Quilmes para integrar el plantel de cuarta división.

### Quilmes
El delantero castellense debutó el 13 de abril de 2025 en la victoria de Quilmes 2-0 sobre Los Andes, ingresando a los 40 minutos del segundo tiempo por Oscar Belinetz. El 26 de mayo convirtió su primer gol profesional en la derrota 1-2 ante San Martín de Tucumán.

## Estadísticas

### Clubes
| Quilmes Argentina | 2.ª                 | 2025                | 12 | 3 | 0 | 0 | - | - | 12 | 3 | 0.25 |
| Quilmes Argentina | Total club          | Total club          | 12 | 3 | 0 | 0 | - | - | 12 | 3 | 0.25 |
| Total en su carrera | Total en su carrera | Total en su carrera | 12 | 3 | 0 | 0 | - | - | 12 | 3 | 0.25 |
| (1) Las copas nacionales se refiere a la Copa Argentina. (2) Las copas internacionales se refiere a la Copa Libertadores y a la Copa Sudamericana. (3) Media de goles por encuentro. No incluye goles en partidos amistosos. |                     |                     |    |   |   |   |   |   |    |   |      |